# Mustasaari (ö i Finland, Mellersta Finland, Jämsä, lat 61,72, long 24,77)
Mustasaari är en ö i Finland. Den ligger i sjön Koljonselkä och i kommunen Jämsä i landskapet Mellersta Finland, i den södra delen av landet, 170 km norr om huvudstaden Helsingfors. Öns area är 0,5 hektar och dess största längd är 120 meter i sydöst-nordvästlig riktning.